# Marktrodach
Marktrodach er en købstad i Landkreis Kronach i Regierungsbezirk Oberfranken i den tyske delstat Bayern. Den ligger omkring seks kilometer øst for Kronach.

## Geografi
Marktrodach ligger i Naturpark Frankenwald ved floden Rodach.

### Inddeling
I kommunen ligger ud over Marktrodach disse landsbyer og bebyggelser:
| - Buchschneidmühle - Großvichtach - Kleinvichtach - Kreuzberg - Kreuzmühle - Mittelberg - Neuschneidmühle - Oberrodach | - Oberrodacher Mühle - Seibelsdorf - Unterrodach - Waldbuch - Wöhrleinschneidmühle - Wurbach - Zeyern - Zigeunerschneidmühle |